# Pidonia hayakawai
Pidonia hayakawai là một loài bọ cánh cứng trong họ Cerambycidae.